# (5066) Garradd
(5066) Garradd ist ein marsbahnkreuzender Asteroid des Hauptgürtels, der am 22. Juni 1990 vom britisch-australischen Astronomen Robert McNaught am Siding-Spring-Observatorium (IAU-Code 413) in Australien entdeckt wurde.
Der Asteroid wurde nach dem australischen Amateurastronomen Gordon J. Garradd (* 1959) benannt, der am Siding-Spring-Observatorium tätig ist.